# Spirobolus celebensis
Spirobolus celebensis är en mångfotingart som först beskrevs av Paul Gervais 1847.  Spirobolus celebensis ingår i släktet Spirobolus och familjen Spirobolidae. Inga underarter finns listade i Catalogue of Life.